# Ringelbusch
Ringelbusch war eine Ortslage im Norden der bergischen Großstadt Wuppertal. Der Wohnplatz fiel Ende der 1960er Jahre wüst.

## Lage und Beschreibung
Die Ortslage lag auf einer Höhe von 198 m ü. NHN im Bereich am Brucher Bach im Süden des Wohnquartiers Eckbusch im Stadtbezirk Uellendahl-Katernberg. Benachbarte Ortslagen sind Theisbruch, Hixter, Melandersbruch, Am Hagen, König, der Reithof Katernberg, Klotzbahn, Naurathssiepen und der Siedlungskern von Eckbusch. Ebenfalls abgegangen ist das benachbarte Lipkens Katernberg und Berghaus.

## Geschichte
Die Ortslage ist auf der Topographischen Aufnahme der Rheinlande von 1824 ohne Beschriftung verzeichnet. 1832 gehörte der Ort zur Dorper Rotte des ländlichen Außenbezirks des Kirchspiels und der Stadt Elberfeld. Der laut der Statistik und Topographie des Regierungsbezirks Düsseldorf als Kotten kategorisierte Ort besaß zu dieser Zeit ein Wohnhaus. Zu dieser Zeit lebten 13 Einwohner im Ort, alle evangelischen Glaubens.
Der Siedlungsplatz lag bis 1929 an dem Grenzdreieck der Stadt Elberfeld, der Stadt Vohwinkel (bis 1888 Gemeinde Sonnborn) und der Gemeinde Oberdüssel der Bürgermeisterei Wülfrath. Ende der 1960er Jahre wurden die letzten Gebäude des Wohnplatzes abgetragen und teilweise von den Anlagen eines Tennisplatzes überbaut.